# Вадовице (гмина)
Вадовице (пол. Wadowice) — городско-сельская гмина (волость) в Польше, входит как административная единица в Вадовицкий повет, Малопольское воеводство. Население — 38 041 человек (на 2017 год).